# بيتر شتاينر (رسام كارتون)
بيتر شتاينر (بالإنجليزية: Peter Steiner)‏ (1940)؛كاتب وروائي أمريكي.